# シェン・ヤン
シェン・ヤン（Shen Yang,沈洋 (Shěn Yáng), 1984年3月20日 - ）は、中華人民共和国のバス歌手。

## 経歴
天津に生まれ、上海音楽学院に学ぶ。2007年にBBCカーディフ国際声楽コンクールで優勝、その翌年にはボルレッティ＝ブイトーニ・トラスト賞で入賞し、国内外の注目を集めた。
その後メトロポリタン歌劇場内の若手養成所とジュリアード・オペラセンターで研修を積む。ジェームズ・レヴァイン、ダニエル・バレンボイム、アントニオ・パッパーノ、ジェームズ・コンロン、ジョン・ネルソン (指揮者)、ヘルムート・リリング、ルイ・ラングレといった指揮者たちと共演している。

## 活動内容
レパートリーはオペラ、オラトリオから歌曲まで多岐に渡る。これまでに、メサイア (ヘンデル)、四季 (ハイドン)、エリヤ (メンデルスゾーン)、冬の旅、『オルフェオ』のカロンテ、『ドン・ジョヴァンニ』のマゼット、『コジ・ファン・トゥッテ』のドン・アルフォンゾ、『セビリアの理髪師』のバジリオ、ヴェニアミーン・フレーイシュマンの『ロスチャイルドのヴァイオリン』のヤーコフ・イヴァノフ（愛称ブロンザ）などを歌っている。今後の飛躍が期待される歌手の一人である。